# David Joris
Pour les articles homonymes, voir Joris.
 (décembre 2012).
Si vous disposez d'ouvrages ou d'articles de référence ou si vous connaissez des sites web de qualité traitant du thème abordé ici, merci de compléter l'article en donnant les références utiles à sa vérifiabilité et en les liant à la section « Notes et références ».
David Joris est un prédicateur anabaptiste spiritualiste et révolutionnaire, né à Bruxelles en 1501 et mort à Bâle le 25 août 1556. Dit également Jean David Joris, David Joriszoon, fils de Joris, ou en latin David Georgius, il développe des tendances mystiques et messianiques et ses partisans forment un groupe organisé, les joristes. Il doit fuir les Flandres pour échapper aux foudres espagnoles du temps de Charles Quint après la publication de l'édit de 1535 et termine sa vie à Bâle sous une fausse identité.

## Biographie
On le dit parfois originaire de Bruges (notamment du fait de la fausse identité qu'il prit dans son exil bâlois), mais il est né à Delft en 1501, fils d'un changeur ambulant.
David Joris devient peintre de vitraux. On connaît de lui quelques dessins.
David Joris devient rapidement érudit avec des connaissances approfondies des écritures saintes et de la langue néerlandaise (version brabançonne).

### Ministère
Il va écrire un nombre très important d'ouvrages, de livres et de pamphlet.
Il compose également des hymnes, des prières et des odes, citons entre autres Een geestelijck liedt-boecxken: Inholdende veel schoone sinrijcke Christelijcke liedekens(Rotterdam, Dierck Mullem, c. 1590).
Son œuvre principale est 't Wonderboeck.
David Joris se découvre très tôt une vocation prophétique et malgré son absence de formation religieuse spécifique, il va prêcher en Allemagne et aux Pays-Bas pendant une dizaine d'années.
La situation au sud du Brabant devenant trouble et dangereuse, il part s'installer à Delft en 1524.
Le 25 mai 1528, il y assaille une procession de la 'Nieuwe Kerk' en ridiculisant la Vierge Marie. Il est condamné à 11 semaines de prison. Il récidive à sa sortie de geôle et le 30 juillet 1528, il attaque cette fois une procession catholique. Comme récidiviste, il est condamné par le tribunal de La Haye à 3 ans de bannissement de la ville de Delft.
En 1533, il est cité comme l'un des « douze apôtres » envoyés par Jan Matthijs, anabaptiste anarchiste. L'année suivante, David et son épouse Dirkgen Willem sont rebaptisés par un ex-prêtre catholique Obbe Philips (ou Ubbo Philipps - les Ubbonites) en septembre 1534.
En mars 1535, le couple doit fuir à Strasbourg. Il revient à Delft en décembre 1535 pour l'accouchement d'un deuxième enfant mâle, David Jr. mais David Joris père doit à nouveau prendre la fuite en avril 1536.
Après la chute de Münster en juin 1535, le mouvement anabaptiste va se purger définitivement de ses factions violentes et révolutionnaires, et va devenir intégralement pacifiste sous la direction de Menno Simons. Celui-ci fut ordonné comme anabaptiste de tendance melchiorite (suivant Melchior Hoffman) par Ubbo Philipps en même temps que Dirk Ubbo, frère de ce dernier, ainsi que David Joris lui-même.
Le 21 février 1539, la mère de David Joris, Maritje Jans de Gortersdochter est condamnée à mort et exécutée par décollation à Delft.
En 1540, Joris convoque un synode à Strasbourg pour essayer de s'entendre avec d'autres réformateurs. Ce sera un échec.
Lui-même doit alors fuir en Italie, puis en Suisse où il arrive au début de 1544.
Il y décède, toujours en exil, à Bâle le 25 août 1556 sous une fausse identité (Jean de Bruges ou Jan von Brügge ou encore Jan von Binningen).
Joris est devenu en effet entre-temps partisan du nicodémisme (c'est-à-dire de cacher ses convictions sous des apparences officielles convenues et conventionnelles, tout en continuant à propager ses idées et pratiquer sa foi en secret, un peu comme les Marranes chez les juifs d'Espagne). À Bâle il passera donc aux yeux de ses contemporains pour un riche bourgeois zwingliste, bien connu pour ses œuvres charitables.

## L'œuvre de David Joris
Il a écrit un grand nombre d'ouvrages (226) essentiellement religieux.
Le plus important d'entre eux est le 't Wonderboeck dont la première édition parut à Vianen chez Dirk Mullem en 1544. La seconde édition date de 1584. Elle est ornée de gravures de Hieronymus Wierix, basées sur les planches de xylogravure de la première édition, choisies par Joris lui-même.
Joris est également le premier auteur à plaider pour l'usage de la langue néerlandaise en tant que langue de culture et de culte, de là son rôle majeur mais méconnu dans l'origine historique de la littérature de langue néerlandaise.

## David Joris et les anabaptistes joristes
Contrairement aux luthériens et aux calvinistes, les anabaptistes étaient opposés à toute forme de pouvoir civil.
À Munster, leur opposition prit un tour franchement révolutionnaire et violent qui fut étouffé dans un bain de sang en 1535. Cela jeta un opprobre sur tout le mouvement réformateur « modéré » et les chefs historiques de la Réforme condamnèrent violemment ces dissidents.
De ce fait, honnis de toutes parts, les anabaptistes furent les plus persécutés de tous les mouvements religieux au XVIe siècle. Un édit de Charles Quint de la même année 1535 exigea leur extermination complète même pour les anabaptistes repentants ou les citoyens simplement suspects de sympathie anabaptiste.
Parmi les anabaptistes, les joristes représentaient la branche pacifiste mais en même temps ils étaient les plus zélateurs et partisans d'une conversion accélérée même en ces temps troublés. Ils furent de ce fait particulièrement ciblés par le pouvoir espagnol. En 1560, les Pays-Bas espagnols présentaient des tendances anabaptistes nettes dans toute la partie flamande du pays avec une limite passant au sud de Bruxelles et de Louvain à la limite de l'actuel Brabant wallon.
David Joris lui-même activement recherché, prend le parti de se réfugier en Suisse dès le début de 1544.
Les joristes commencent à refluer vers le nord surtout, vers Anvers aussi et ailleurs hors du territoire espagnol.
Cependant au nord également, un décret pris par la comtesse Anne en Frise Orientale en 1545 annonce que les joristes seront pendus haut et court s'ils ne quittent pas immédiatement le pays. En revanche il est laissé le choix aux autres anabaptistes pacifistes les 'Mennistes' (Mennonites = zélateurs de Menno Simons) d'être entendus par le superintendant de Frise et d'abjurer leurs convictions pour pouvoir rester au pays.
Dès lors, rien qu'en 1546 plus de 30 000 anabaptistes furent exécutés en Hollande et en Frise.
Beaucoup se réfugièrent d'abord en Allemagne et en Angleterre puis de là ultérieurement aux États-Unis, seule terre de vraie liberté par rapport à l'intolérance calviniste (les anabaptistes émigrent en même temps que les Puritains qui subissent la même répression en Angleterre).
Les Joristes étaient à ce moment de loin le groupe anabaptiste le plus important au départ.
Du fait de l'exil de David Joris, des persécutions et des exécutions les frappant de manière préférentielle, du fait également de la défection ultérieure de son gendre et successeur à la tête du groupe, la secte diminua progressivement en importance puis fut supplantée par les Mennonites.
Les Joristes demeurèrent cependant un groupe actif dans des régions et en Frise jusqu'au XVIIe siècle avant de disparaître complètement.

## Les joristes
La secte des tenants de Joris, les joristes (ou davidistes - de Jooris-aanhangers) sont des anabaptistes antipédobaptistes unitariens radicaux à tendance communiste. Ils font partie des réformateurs « radicaux » rangés parmi les divers groupements issus des melchiorites (Melchior Hoffman) vers 1530 pour les opposer aux luthériens, calvinistes, zwinglistes, etc. Cependant parmi les melchiorites, les joristes ont toujours été foncièrement pacifistes comme les obbenites (Obbe Philips), mais contrairement aux munsterites révolutionnaires (Jan Matthijs, Jean de Leyde) et aux batenburgers (Jan van Batenburg) qui étaient violents et anti-catholiques farouches. Les joristes sont cependant franchement hérétiques, à tel point qu'ils vont même s'attirer de ce point de vue les foudres directes de Calvin et de l'Église réformée de Hollande, opposée à toute forme de liberté de conscience, et qui vont jusqu'à les dénoncer à l'Inquisition espagnole ou à opérer eux-mêmes le travail de répression et d'extermination !
David Joris s'inscrit dans la tradition d'autres hérésies anciennes moyenâgeuses (pauliciens, cathares et albigeois, bogomils, pétrobrusiens...) et dans la mouvance d'anabaptistes pacifistes qui lui sont contemporains tels Michel Servet brûlé par les calvinistes, Menno Simons et d'autres... dont il subsiste actuellement de par le monde des communautés (mennonites et amish par exemple).
David Joris qui a toujours manifesté des sentiments pacifistes, s'oppose ouvertement à l'enseignement de Calvin ainsi qu'aux anabaptistes violents.
Il prône la prière et non le glaive pour amener les peuples à « l'amour, la paix et l'unité » et cela in tempore non suspecto, bien avant la chute et la répression de la révolte de Munster.
Cependant, Joris — par gendre interposé puisque lui-même est réfugié en Suisse —, va également s'opposer à Menno Simons et aux autres anabaptistes sur le fait de la nécessité de baptiser et d'organiser des églises durant cette période de persécutions : les mennistes plus attentistes et plus prudents vont excommunier les joristes en automne 1546. Ceux-ci se retrouvent alors complètement isolés. Comme signalé, en exil Joris adoptera une attitude nicodémique qui va lui permettre de survivre mais en l'absence de contacts directs avec ses partisans, son influence va très progressivement s'étioler.
De plus, à la fin de sa vie David Joris va progressivement adopter une attitude messianique.
Il a des visions et se considère finalement comme le troisième messie dans la lignée de David et de Jésus. Certains aspects de sa doctrine s'avèrent également panthéistes.
Réfugié à Bâle depuis 1544, il adhère donc - sous une fausse identité - officiellement à l'église réformée locale qui est zwingliste, mais il garde des contacts secrets avec les joristes restés en Hollande qui resteront un groupe anabaptiste actif jusqu'au XVIIe siècle, notamment en Frise Orientale. Le groupe joriste sera soutenu jusqu'en 1556 par le gendre de Joris, Nicolaas Meyndertsz van Blesdijck, ami de Sébastien Castellion, tous deux champions de la tolérance. Meyndertsz se distanciera des joristes après la révélation des tendances mystiques et messianiques de son beau-père. Ultérieurement il accepta une charge de prédicateur dans le Palatinat protestant où il meurt en 1584.
Il a raconté la vie de son beau-père dans un livre Historia vitae davidis Georgii haeresiarchae qui ne sera publié à titre posthume qu'en 1642.
Le subterfuge de la fausse identité de Jan van Brugge/David Joris ne sera découvert par les autorités bâloises que trois ans après sa mort en 1559. Son cadavre sera dès lors déterré et brûlé avec tous ses livres et écrits (300 ouvrages dont le 't Wonderboeck écrit en 1542) sur ordre du tribunal, le 15 mai 1559. Sa famille, arrêtée à la Pentecôte 1559, devra faire pénitence publiquement et repentance dans la cathédrale de Bâle.

#### Textes de David Joris
- (en) Gary K. Waite (éd.), The Anabaptist Writings of David Joris, 1535–1543, Scottsdale, Herald Press, coll. « Classics of the Radical Reformation » (no 7), 1993 (ISBN 0-8361-3113-4).

#### Études sur David Joris
- Auguste Jundt, Histoire du panthéisme populaire au Moyen Âge et au XVIe siècle, 1875 (lire en ligne), p. 164-197
- (en) J. Denny Weaver, Becoming Anabaptist: The Origin and Significance of Sixteenth-Century Anabaptism, Mennonite Church Canada and Mennonite Church USA, Herald Press, 1987, 2e éd., 174 p. (ISBN 0-8361-3434-6).
- (en) Gary K. Waite, David Joris and Dutch Anabaptism, 1524–1543, Canada, Premier Book Marketing, 1990, 235 p.